# Godów (województwo świętokrzyskie)
Godów – wieś w Polsce, położona w województwie świętokrzyskim, w powiecie starachowickim, w gminie Pawłów.
W latach 1975–1998 miejscowość administracyjnie należała do województwa kieleckiego.
Z Godowa pochodzi Józef Kwiecień, polski polityk, samorządowiec, w latach 2001–2002 marszałek województwa świętokrzyskiego.
Wieś jest siedzibą rzymskokatolickiej parafii św. Maksymiliana Kolbe. W Godowie znajduje się Sanktuarium Maryjne Bolesnej Królowej Polski (bardziej znane jako Kałków-Godów), a w nim m.in. Golgota, małe zoo, szopka betlejemska.

## Części wsi
| SIMC    | Nazwa         | Rodzaj     |
| ------- | ------------- | ---------- |
| 0260273 | Gębice        | część wsi  |
| 0260221 | Godów Dworski | część wsi  |
| 026038  | Kały          | część wsi  |
| 0260244 | Stara Wieś    | część wsi  |
| 0260250 | W Strudze     | część wsi  |
| 0260267 | Zamazurze     | część wsi  |
| 1019119 | Żuchowiec     | przysiółek |

## Turystyka
Przez wieś przechodzi  czerwony Szlak Milenijny ze Skarżyska-Kamiennej do Kałkowa.

## Historia wsi
W wieku XV wieś należała do biskupa krakowskiego. (Jan Długosz L.B. t II s.486).
W wieku XIX Godów wieś i folwark rządowy w  powiecie iłżeckim, gminie Chybice, parafii Krynki.
W 1827 r. było tu 29 domów i 137 mieszkańców.

W 1885  liczył 47 domów 298 mieszkańców 648 mórg ziemi włościańskiej i 2 morgi folwarku .
Godów był wsią biskupstwa krakowskiego w województwie sandomierskim w ostatniej ćwierci XVI wieku.